# 任绳武
任绳武（1917年—2003年），男，浙江绍兴人，中国染料化工专家，曾任华东化工学院教授、博士生导师。